# Tipula fautrix
Tipula fautrix är en tvåvingeart som beskrevs av Alexander 1961. Tipula fautrix ingår i släktet Tipula och familjen storharkrankar. Inga underarter finns listade i Catalogue of Life.